# Les Combattants de l'ombre
Les Combattants de l'ombre est un livre-jeu écrit par Pierre Rosenthal en 1987, et édité par Presses pocket dans la collection Histoires à jouer : Les livres à remonter le temps, dont c'est le quinzième tome.